# Lista najlepiej sprzedających się albumów muzycznych
Lista przedstawia najlepiej sprzedające się płyty w historii na świecie. Aby album znalazł się w podsumowaniu musi zostać opublikowany, a także sprzedany w co najmniej 20 milionach kopii. Wydawnictwa pogrupowane są według liczby sprzedanych egzemplarzy (począwszy od największej). Albumy w poszczególnych grupach są również uszeregowane pod względem sprzedaży oraz nazwy artysty. Lista składa się ze wszystkich typów albumów, w tym studyjnych, kompilacyjnych i ścieżek dźwiękowych.
Najlepiej sprzedającym się albumem w historii na świecie jest Thriller Michaela Jacksona, który rozszedł się w ponad 67 milionach kopii.

## Legenda
| Kolory            | Kolory |
| ----------------- | ------ |
| Albumy studyjne   |        |
| Kompilacje        |        |
| Ścieżki dźwiękowe |        |

## Ponad 51 milionów kopii
| Artysta         | Narodowość        | Album    | Wydany | Gatunek          | Sprzedaż (w milionach) | Źródło |
| --------------- | ----------------- | -------- | ------ | ---------------- | ---------------------- | ------ |
| Michael Jackson | Stany Zjednoczone | Thriller | 1982   | Pop / R&B / Rock | ponad 67               | 2021   |

## 40–50 milionów kopii
| Artysta                         | Narodowość                          | Album                         | Wydany | Gatunek          | Sprzedaż (w milionach) | Źródło        |
| ------------------------------- | ----------------------------------- | ----------------------------- | ------ | ---------------- | ---------------------- | ------------- |
| Pink Floyd                      | Wielka Brytania                     | The Dark Side of the Moon     | 1973   | Rock progresywny | 50                     | [ 3 ]         |
| AC/DC                           | Australia                           | Back in Black                 | 1980   | Rock             | 50                     | [ 4 ]         |
| Eminem                          | Stany Zjednoczone                   | The Marshall Mathers LP       | 2000   | Rap / Hip-Hop    | 47                     | [ 5 ]         |
| Michael Jackson                 | Stany Zjednoczone                   | Bad                           | 1987   | Pop / R&B        | 45                     | [ 6 ]         |
| Whitney Houston / Różni artyści | Stany Zjednoczone                   | The Bodyguard                 | 1992   | Pop / R&B        | 44                     | [ 7 ]         |
| Meat Loaf                       | Stany Zjednoczone                   | Bat Out of Hell               | 1977   | Rock             | 43                     | [ 8 ]         |
| Eagles                          | Stany Zjednoczone                   | Their Greatest Hits 1971–1975 | 1976   | Rock             | 42                     | [ 9 ]         |
| Różni artyści                   | Stany Zjednoczone                   | Dirty Dancing                 | 1987   | Dance / Pop      | 42                     | [ 10 ]        |
| Backstreet Boys                 | Stany Zjednoczone                   | Millennium                    | 1999   | Pop              | 40                     | [ 11 ] [ 12 ] |
| Bee Gees / Różni artyści        | Wielka Brytania · Australia         | Saturday Night Fever          | 1977   | Disco            | 40                     | [ 13 ]        |
| Fleetwood Mac                   | Wielka Brytania · Stany Zjednoczone | Rumours                       | 1977   | Rock             | 40                     | [ 14 ]        |

## 30–39 milionów kopii
| Artysta           | Narodowość                  | Album                                 | Wydany | Gatunek                    | Sprzedaż (w milionach) | Źródło |
| ----------------- | --------------------------- | ------------------------------------- | ------ | -------------------------- | ---------------------- | ------ |
| Eminem            | Stany Zjednoczone           | The Eminem Show                       | 2001   | Rap / Hip-Hop              | 39                     | [ 5 ]  |
| Shania Twain      | Kanada                      | Come on Over                          | 1997   | Country / Pop              | 39                     | [ 13 ] |
| Led Zeppelin      | Wielka Brytania             | Led Zeppelin IV                       | 1971   | Rock                       | 37                     | [ 15 ] |
| Britney Spears    | Stany Zjednoczone           | Baby One More Time                    | 1999   | Pop                        | 35                     | [ 16 ] |
| Alanis Morissette | Kanada                      | Jagged Little Pill                    | 1995   | Rock                       | 33                     | [ 17 ] |
| The Beatles       | Wielka Brytania             | Sgt. Pepper’s Lonely Hearts Club Band | 1967   | Rock                       | 32                     | [ 13 ] |
| Céline Dion       | Kanada                      | Falling into You                      | 1996   | Pop                        | 32                     | [ 13 ] |
| Michael Jackson   | Stany Zjednoczone           | Dangerous                             | 1991   | Pop / R&B                  | 32                     | [ 18 ] |
| Mariah Carey      | Stany Zjednoczone           | Music Box                             | 1993   | Pop / R&B                  | 32                     | [ 19 ] |
| The Beatles       | Wielka Brytania             | 1                                     | 2000   | Rock                       | 31                     | [ 20 ] |
| Céline Dion       | Kanada                      | Let’s Talk About Love                 | 1997   | Pop                        | 31                     | [ 13 ] |
| Bee Gees          | Wielka Brytania · Australia | Spirits Having Flown                  | 1979   | Disco / Pop                | 30                     | [ 21 ] |
| Bruce Springsteen | Stany Zjednoczone           | Born in the U.S.A.                    | 1984   | Rock                       | 30                     | [ 22 ] |
| Dire Straits      | Wielka Brytania             | Brothers in Arms                      | 1985   | Rock                       | 30                     | [ 23 ] |
| Iron Butterfly    | Stany Zjednoczone           | In-A-Gadda-Da-Vida                    | 1968   | Rock psychodeliczny        | 30                     | [ 24 ] |
| James Horner      | Stany Zjednoczone           | Titanic                               | 1997   | Soundtrack                 | 30                     | [ 25 ] |
| Madonna           | Stany Zjednoczone           | The Immaculate Collection             | 1990   | Pop / Dance                | 30                     | [ 26 ] |
| Metallica         | Stany Zjednoczone           | Metallica                             | 1991   | Heavy metal / Thrash metal | 30                     | [ 27 ] |
| Pink Floyd        | Wielka Brytania             | The Wall                              | 1979   | Rock progresywny           | 30                     | [ 28 ] |
| Guns N’ Roses     | Stany Zjednoczone           | Appetite for Destruction              | 1987   | Rock                       | 30                     | [ 29 ] |
| Nirvana           | Stany Zjednoczone           | Nevermind                             | 1991   | Grunge / Rock alternatywny | 30                     | [ 30 ] |

## 20-29 milionów kopii
| Artysta                  | Narodowość        | Album                                        | Wydany | Gatunek                                  | Sprzedaż (w milionach) | Źródło        |
| ------------------------ | ----------------- | -------------------------------------------- | ------ | ---------------------------------------- | ---------------------- | ------------- |
| ABBA                     | Szwecja           | ABBA Gold: Greatest Hits                     | 1992   | Pop                                      | 28                     | [ 31 ]        |
| Backstreet Boys          | Stany Zjednoczone | Backstreet’s Back                            | 1997   | Pop                                      | 28                     | [ 32 ]        |
| Bon Jovi                 | Stany Zjednoczone | Slippery When Wet                            | 1986   | Rock                                     | 28                     | [ 33 ]        |
| Różni artyści            | Stany Zjednoczone | Grease                                       | 1978   | Pop                                      | 28                     | [ 25 ]        |
| Spice Girls              | Wielka Brytania   | Spice                                        | 1996   | Pop                                      | 28                     | [ 34 ]        |
| Eminem                   | Stany Zjednoczone | Encore                                       | 2004   | Rap / Hip-Hop                            | 27                     | [ 5 ]         |
| Santana                  | Meksyk            | Supernatural                                 | 1999   | Rock                                     | 27                     | [ 35 ]        |
| Britney Spears           | Stany Zjednoczone | Oops!...I Did It Again                       | 2000   | Pop                                      | 25                     | [ 36 ]        |
| Mariah Carey             | Stany Zjednoczone | Daydream                                     | 1995   | Pop / R&B                                | 25                     | [ 37 ]        |
| Queen                    | Wielka Brytania   | Greatest Hits                                | 1981   | Rock                                     | 25                     | [ 38 ]        |
| Simon & Garfunkel        | Stany Zjednoczone | Bridge over Troubled Water                   | 1970   | Folk Rock                                | 25                     | [ 39 ]        |
| U2                       | Irlandia          | The Joshua Tree                              | 1987   | Rock                                     | 25                     | [ 40 ]        |
| Whitney Houston          | Stany Zjednoczone | Whitney Houston                              | 1985   | Pop / R&B                                | 25                     | [ 41 ]        |
| Backstreet Boys          | Stany Zjednoczone | Black & Blue                                 | 2000   | Pop                                      | 24                     | [ 12 ]        |
| Linkin Park              | Stany Zjednoczone | Hybrid Theory                                | 2000   | Nu metal / Rap metal / Rock alternatywny | 27                     | [ 42 ]        |
| Madonna                  | Stany Zjednoczone | True Blue                                    | 1986   | Pop                                      | 24                     | [ 43 ]        |
| Ace of Base              | Szwecja           | Happy Nation/The Sign                        | 1994   | Pop                                      | 23                     | [ 44 ]        |
| Adele                    | Wielka Brytania   | 21                                           | 2011   | Pop, Soul                                | 26                     | [ 45 ]        |
| Eminem                   | Stany Zjednoczone | The Slim Shady LP                            | 1999   | Rap / Hip-Hop                            | 23                     | [ 5 ]         |
| Carole King              | Stany Zjednoczone | Tapestry                                     | 1971   | Pop                                      | 22                     | [ 46 ] [ 47 ] |
| Oasis                    | Wielka Brytania   | (What’s the Story) Morning Glory?            | 1995   | Britpop / Rock                           | 22                     | [ 48 ] [ 49 ] |
| Dido                     | Wielka Brytania   | No Angel                                     | 1999   | Pop                                      | 21                     | [ 50 ]        |
| Madonna                  | Stany Zjednoczone | Like a Virgin                                | 1984   | Pop / Dance                              | 21                     | [ 51 ]        |
| Christina Aguilera       | Stany Zjednoczone | Christina Aguilera                           | 1999   | Pop                                      | 20                     | [ 52 ]        |
| Billy Ray Cyrus          | Stany Zjednoczone | Some Gave All                                | 1992   | Country                                  | 20                     | [ 53 ]        |
| Bob Marley & The Wailers | Jamajka           | Legend: The Best of Bob Marley & The Wailers | 1984   | Reggae                                   | 20                     | [ 54 ]        |
| Blondie                  | Stany Zjednoczone | Parallel Lines                               | 1978   | Rock                                     | 20                     | [ 55 ]        |
| Bon Jovi                 | Stany Zjednoczone | Cross Road                                   | 1994   | Rock                                     | 20                     | [ 56 ]        |
| Cher                     | Stany Zjednoczone | Believe                                      | 1998   | Pop                                      | 20                     | [ 57 ]        |
| Def Leppard              | Wielka Brytania   | Hysteria                                     | 1987   | Rock                                     | 20                     | [ 58 ]        |
| George Michael           | Wielka Brytania   | Faith                                        | 1987   | Pop / R&B                                | 20                     | [ 59 ]        |
| Janet Jackson            | Stany Zjednoczone | janet.                                       | 1993   | Pop / R&B                                | 20                     | [ 60 ]        |
| Madonna                  | Stany Zjednoczone | Ray of Light                                 | 1998   | Pop / Electronic                         | 20                     | [ 61 ]        |
| Michael Jackson          | Stany Zjednoczone | HIStory: Past, Present and Future Book I     | 1995   | Pop / Rock / R&B                         | 20                     | [ 62 ]        |
| Michael Jackson          | Stany Zjednoczone | Off the Wall                                 | 1979   | Pop / Disco / R&B                        | 20                     | [ 62 ]        |
| Norah Jones              | Stany Zjednoczone | Come Away with Me                            | 2002   | Jazz                                     | 20                     | [ 63 ]        |
| Prince & the Revolution  | Stany Zjednoczone | Purple Rain                                  | 1984   | Rock                                     | 20                     | [ 25 ]        |
| Supertramp               | Wielka Brytania   | Breakfast in America                         | 1979   | Rock progresywny / Art rock              | 20                     | [ 64 ] [ 65 ] |
| Tina Turner              | Stany Zjednoczone | Private Dancer                               | 1984   | Rock                                     | 20                     | [ 66 ]        |
| Usher                    | Stany Zjednoczone | Confessions                                  | 2004   | R&B                                      | 20                     | [ 67 ]        |